# 马来亚铁道26型柴油机车
26型柴油機車，是供馬來亞鐵道（Keretapi Tanah Melayu）使用的柴油機車車種之一，編號26101-26120。這款機車的暱稱為「藍虎」（Blue Tiger）。

## 概要
2003年4月，馬來亞鐵道公司就訂購40輛交流傳動柴油機車進行招標，美國GE獲得其中20輛機車的訂單（中國北車集團大連機車獲得另外20輛）。
這款機車使用六軸設計，適用於客貨運，GE又把機車的製造外判予龐巴迪，機車於德國卡塞爾廠房建造，每輛機車均裝配1台3,300hp柴油機。首5輛機車於2003年10月運抵馬來西亞，其餘15輛也於同年年底前交付予馬鐵使用。
這款機車的動力與中國製的29型，是全東南亞地區最高的，然而其初期可靠性比中國製機車車要好得多，沒有像中國車般出現接二連三的大小故障問題，且噪音亦比中國車小。但是中国产机车在经过中方检修以适合马方的热带气候以后表现出极佳的能效和可靠性。现今馬鐵把所有「藍虎」機車安排牽引貨物列車，而同时购买的中国机车则安排负责对可靠性与舒适性要求更严格的客运列车。

## 外部連結
- 26 Class / Blue Tiger